# Оденсе (річка)
Оденсе (дан. Odense Å) — річка в Данії, довжиною близько 54 кілометрів. Бере початок у Центральній Ютландії, неподалік від річки Гудено. Протікає територією Данії і впадає у затоку Північного моря. Отримала свою назву від назви міста, розташованого в дельті річки. 

## Спроби змінити річку
Уряд Данії у 1960-х роках, щоб запобігти частим повеням і зробити більш ефективним сільське господарство, почав вирівнювати русло річки і осушувати заболочені території, але земля почала опускатися. Коли вона висихала, то переставала поповнюватися свіжим осадом. Повільне осідання землі зробило дренажну інфраструктуру неефективною. Для підтримки продуктивного сільського господарства потрібні були більші кількості хімічних добрив і поживних речовин, а річка не могла поширювати осади по широкій заболоченій території. Тоді уряд вирішив реалізувати програму рекультивації земель і повернути річку до більш природного стану. План був затверджений до 1997 року і до 2002 року робота була в основному завершена. Значна частина річки та водно-болотних угідь наразі є охоронною територією. Там живуть різні види дикої природи, зокрема, видри, атлантичний лосось і різноманітні водоплавні птахи. Туризм і традиційне випасання худоби замінили інтенсивне сільське господарство як основне економічне використання землі.

## Створення національного парку
Відновлена річка і навколишня дельта повинні були бути включені до національного парку Оденсе, який охоплює територію площею 248,7 га, але проект національного парку був призупинений у 2012 році. Процес створення національного парку просунувся до рівня створення пішохідних доріжок та об'єктів для відвідувачів, і 21 вересня 2014 року дві місцеві групи громадян, що включали дев'ять міст і сіл, неофіційно відкрили національний парк Оденсе.